# Kamisama no pazuru
God's Puzzle (神様のパズル, Kamisama no pazuru) és una pel·lícula japonesa de ciència-ficció dirigida per Takashi Miike. El guió de Masa Nakamura està basat en la novel·la God's Puzzle de Shinji Kimoto.

## Argument
Saraka Homizu, de 17 anys, inventa un accelerador de partícules amb forma d'infinit anomenat Mugen. Mentrestant, el treballador del bar de sushi i aspirant a guitarrista Motokazu Watanuki ocupa el lloc del seu germà bessó Yoshikazu més segur i assisteix a les seves difícils classes de física mentre Yoshikazu visita les illes Phi Phi a Tailàndia. En Motozaku accepta com a mitjà per estar a prop del seu enamorat Shiratori, que està sortint amb Airi, un estudiant de grau que ajuda amb el seminari.
Creient que Motokazu és la Yoshikazu que parla suaument, la professora Hatomura li demana que convèncer la Saraka Homizu perquè assisteixi al seu curs de laboratori per completar la seva carrera. En Motozaku escull la creació de l'univers com a tema del seu projecte final i Saraka s'uneix a ell, dient a Airi que és possible que els humans creïn un univers. Té previst intentar-ho amb Mugen.
Quan el bar de sushi es crema, Motozaku fa una feina a temps parcial plantant arròs en un camp sota Mugen amb Hashizume, un estudiant gran que audita el curs. En Yoshikazu continua viatjant a Delhi, on li roben el passaport. En Motokazu s'assabenta que la Saraka va sortir amb Airi abans que en Shiratori, fent-los rivals.
Quan l'accelerador Mugen no funciona com s'esperava, Saraka es converteix en boc expiatori i l'opinió pública es gira en contra d'ella. Es publica un vídeo d'ella nua a Internet i la Saraka ho aprofita per propagar un virus als ordinadors de tot el món, la qual cosa li permet utilitzar-los per obtenir més memòria. Creada a través de la inseminació artificial, la Saraka no pot trobar sentit a la seva vida i decideix que si hi ha un déu llavors impedirà que creï un univers dins del nostre i provoqui el col·lapse del nostre.
Durant un poderós tifó sobre Tòquio, la Saraka inverteix la rotació d'un dels anells de l'accelerador Mugen i prepara una col·lisió, alimentant-se de l'energia de la xarxa elèctrica nacional que ha piratejat. Airi, que va participar en la publicació del vídeo de Saraka a Internet, xoca el seu cotxe a través de l'edifici de l'East Side, permetent a Motokazu pujar a la cabana elèctrica i tocar una versió rock de la Simfonia núm. 9 (Beethoven) per a Saraka, fent-la aturar l'experiment. Ella intenta suïcidar-se saltant des d'un pont, però en Motozaku la convenç que vingui a ell i es mengi el sushi que va fer i li va portar.
Airi se suïcida i la Saraka és arrestada. Motozaku es baralla amb els mitjans de comunicació i aterra a la presó, on escriu la seva tesi final sobre la teoria de la relativitat del sushi. Yoshikazu és deportat de l'Índia i torna. Finalment, Saraka és alliberat i visita Motozaku al seu bar de sushi.

## Repartiment
- Hayato Ichihara com Yoshikazu Watanuki / Motokazu Watanuki
- Mitsuki Tanimura com a Saraka
- Kenichi Endō com a cap de la central elèctrica
- Yusuke Hirayama
- Yuriko Ishida com a Sra Hatomura
- Nozomu Iwao com a Sudo
- Masaya Kikawada com a Airi
- Yoshio Kojima com a estudiant
- Jun Kunimura com a Murakami
- Rio Matsumoto com a Shiratori
- Naomasa Musaka com a Gonda
- Eugene Nomura
- Reisen Ri com a Yamada
- Ayumu Saito
- Takashi Sasano com a Hashizume
- Christian Storms com a entrevistador de televisió
- Taro Suwa com a propietari de Sushi Shop
- Koutaro Tanaka com a Sakura
- Mayumi Wakamura com la mare de Saraka

## Producció i llançament
God's Puzzle és una adaptació cinematogràfica de la novel·la del mateix nom de Shinji Kimoto.El rodatge va tenir lloc a Mito, Ibaraki, Japó. La pel·lícula també es va promocionar sota el títol The Puzzle of God. Va participar al XLI Festival Internacional de Cinema Fantàstic de Catalunya, on va guanyar un Premi Especial a la secció Noves Visions.

## Recepció
Rob Nelson, de variety.com, escriu: "Intermitentment estranya i no a fons, la foto juga segons les regles impulsades per CG d'un accionista intel·ligent que salva el món, afegint la narrativa absurda de Miike. digressions i una mica d'animació amb un efecte sobretot agradable". Es queixa que "la fotografia més convencional de Miike és menys convincent en els seus moments greus, ja que els debats estimulants sobre l'existència de Déu sonen buits", però escriu que "la fotografia, en 35 mm, amb escenes curtes de l'Índia en DV, és vibrant, i l'FX provoca una tempesta."
Pedro Morata d'Asian Movie Pulse va escriure que la pel·lícula ofereix "un espectacle complet digne de les millors pel·lícules de desastres naturals", així com "una presentació visual ben construïda, amb fotogrames especialment ben dissenyats", trobant finalment que és "Definitivament val la pena veure-la".
L'autor Tom Mes de Midnight Eye reconeix que "les pel·lícules de Miike són aleatòries" i que "els negocis segueixen com sempre", però afirma que, "com passa sovint amb una pel·lícula de Miike, una mirada més propera demostra ser la més gratificant. El devot reconeixerà en l'obsessió de God's Puzzle per la creació, l'aniquilació i el sentit de la vida una continuació de les preguntes plantejades en pel·lícules anteriors pel director", conclou que "és encara l'univers familiar de Miike. Simplement estem explorant diferents racons."